# Théodore Girard
Pour les articles homonymes, voir Girard.
Théodore Girard est un homme politique français né à Montils (Charente-Maritime) le 14 janvier 1851 et mort à Paris le 13 octobre 1918.

## Biographie
Après des études juridiques, Théodore Girard devient avoué, puis juge suppléant au tribunal civil de Melle. Il est élu en 1878 conseiller municipal et adjoint au Maire, puis, en 1884, maire de Melle. Après le décès du sénateur Jean Macé, il se présente à l'élection partielle du 24 février 1895 et est élu au premier tour sous l'étiquette de républicain. Il sera réélu au premier tour en 1900 et en 1909.
Il entre dans le cabinet d'Aristide Briand en novembre 1910 en qualité de garde des Sceaux. Il démissionne de ce poste le 2 mars 1911.
Il consacre près du quart de sa carrière parlementaire aux fonctions de questeur, fonctions assumées en 1903, 1909, et de 1914 à 1918. Il meurt à Paris, le 13 octobre 1918, à la suite d'un accident d'automobile, à 67 ans.

## Carrière politique

### Mandats électifs
- Maire de Melle (commune française des Deux-Sèvres) de 1884 à 1909, puis de 1913 à 1918.
- Sénateur des Deux-Sèvres de 1895 à 1918.

### Fonction gouvernementale
- Ministre de la Justice du 3 novembre 1910 au 2 mars 1911 dans le gouvernement Aristide Briand (2)

## Sources
- « Théodore Girard », dans le Dictionnaire des parlementaires français (1889-1940), sous la direction de Jean Jolly, PUF, 1960 [détail de l’édition]